# 印度工会中心
印度工会中心（缩写为CITU）是印度的一个全国性工会联合会，是目前印度最大的工会联合会之一。该组织成立于1970年。该组织在特里普拉邦工人运动中具有无可挑战的地位，在西孟加拉邦和喀拉拉邦也有巨大的影响力。
该组织隶属于印度共产党（马克思主义）。该组织的总书记是塔潘·森。该组织的总部位于新德里。该组织有620万名成员。该组织是世界工会联合会的成员。